# Avenue Percier
L’avenue Percier est une voie du 8e arrondissement de Paris. 

## Situation et accès
Elle commence rue La Boétie et se termine boulevard Haussmann.
Elle est située dans le prolongement de l'avenue Delcassé côté sud.
Le quartier est desservi par les lignes de métro 9 et 13 à la station Miromesnil.

## Origine du nom

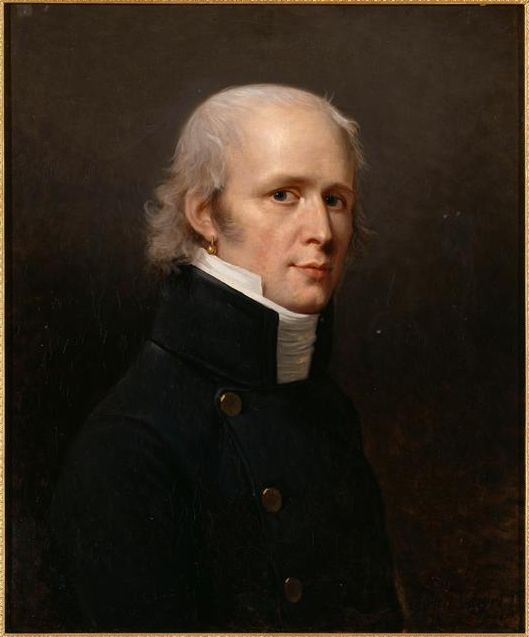
Charles Percier.

Elle porte le nom de l'architecte Charles Percier (1764-1838).

## Historique
La voie a été formée en 1810 lors de la construction de l'abattoir du Roule entre la rue de la Pépinière (aujourd'hui rue La Boétie) et l'avenue de Munich (intégrée au boulevard Haussmann) sous le nom « avenue de l'Abattoir », car elle constituait la voie principale d'accès à l'abattoir. 
Elle est rebaptisée « avenue Percier » en vertu d'une ordonnance royale du 5 août 1844

## Bâtiments remarquables et lieux de mémoire
- No 8 : la peintre Alice Kaub-Casalonga vit et meurt à cette adresse[1].
- No 8 bis : consulat général de République dominicaine à Paris.
- No 10 : résidence de 1923 à 1955 de Lucien Lacaze, ministre de la Marine (1915-1917), préfet maritime de Toulon (1917), vice-amiral (1917), grand-croix de la Légion d'honneur (1921)[2].

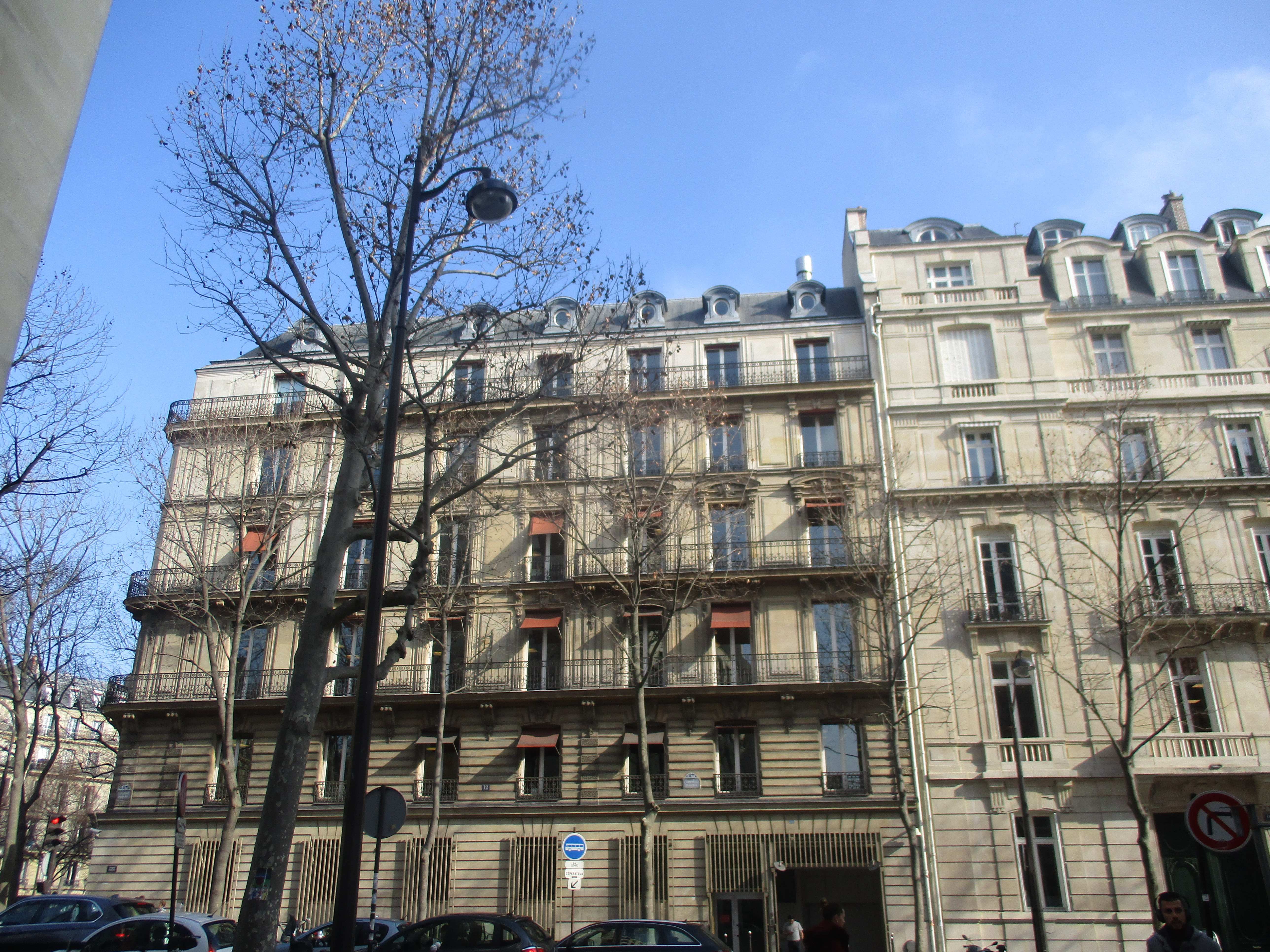
No 12.